# Municipio de Homer (Dakota del Norte)
El municipio de Homer (en inglés: Homer Township) es un municipio ubicado en el condado de Stutsman en el estado estadounidense de Dakota del Norte. En el año 2010 tenía una población de 289 habitantes y una densidad poblacional de 3,27 personas por km².

## Geografía
El municipio de Homer se encuentra ubicado en las coordenadas 46°50′28″N 98°37′6″O / 46.84111, -98.61833. Según la Oficina del Censo de los Estados Unidos, el municipio tiene una superficie total de 88.25 km², de la cual 88,23 km² corresponden a tierra firme y (0,02 %) 0,02 km² es agua.

## Demografía
Según el censo de 2010, había 289 personas residiendo en el municipio de Homer. La densidad de población era de 3,27 hab./km². De los 289 habitantes, el municipio de Homer estaba compuesto por el 98,27 % blancos, el 0,69 % eran amerindios y el 1,04 % eran de una mezcla de razas. Del total de la población el 0,35 % eran hispanos o latinos de cualquier raza.